# آنتونیو پینیا
آنتونیو پینیا (اسپانیایی: Antonio Pinilla‎؛ زادهٔ ۲۵ فوریهٔ ۱۹۷۱) بازیکن سابق فوتبال اهل اسپانیا است.
از باشگاه‌هایی که در آن بازی کرده‌است می‌توان به باشگاه فوتبال بارسلونا، باشگاه فوتبال رئال مایورکا، باشگاه فوتبال بارسلونا بی، باشگاه فوتبال تنریف و باشگاه خیمناستیک تاراگونا اشاره کرد.